# Desmodium molliculum
Desmodium molliculum är en ärtväxtart som först beskrevs av Carl Sigismund Kunth, och fick sitt nu gällande namn av Dc. Desmodium molliculum ingår i släktet Desmodium och familjen ärtväxter. Inga underarter finns listade i Catalogue of Life.